# Определение свободного программного обеспечения
«Определение свободного программного обеспечения» (ранее — «Что такое свободное программное обеспечение?», англ. "The Free Software Definition") — статья Ричарда Столлмана, содержащая определение свободного ПО согласно Фонду свободного программного обеспечения. Столлман опубликовал первый вариант своего определения в феврале 1986, где он описал, что под свободой ПО он имеет в виду свободу копировать, распространять и изменять его. Современная версия статьи, с переводом на 39 языков, опубликована на сайте Фонда свободного ПО.

## Определение
Согласно Столлману, «Свобода ПО» означает «право пользователя свободно запускать, копировать, распространять, изучать, изменять и улучшать его». Его современная версия определения свободы ПО состоит из четырёх пунктов, пронумерованных от 0 до 3:

- Свобода запускать программу в любых целях (свобода 0).
- Свобода изучения работы программы и адаптация её к вашим нуждам (свобода 1). Доступ к исходным текстам является необходимым условием.
- Свобода распространять копии, так что вы можете помочь вашему товарищу (свобода 2).
- Свобода улучшать программу и публиковать ваши улучшения, так что всё общество выиграет от этого (свобода 3). Доступ к исходным текстам является необходимым условием.

## Другие определения
Следует заметить, что не все организации согласны с определением Столлмана. Например, дистрибутив Debian использует свои собственные критерии для определения свободы ПО, которые несколько отличаются от четырёх пунктов Столлмана. В результате, Debian считает лицензию 1-ю версию Artistic License свободной, а GNU Free Documentation License с неизменяемыми разделами несвободной; Столлман и Фонд свободного ПО считают наоборот.
Разногласие по поводу GNU FDL исходит из того, что Ричард Столлман не считает, что произведения искусства и другие работы, не являющиеся инструментами или учебниками, должны быть свободными, хотя и поддерживает сокращение сроков охраны прав на них. Так, например, разрабатываемые в 2008 году рекомендации для свободных дистрибутивов разрешают использование данных, имеющих лишь эстетическое назначение, на любых условиях, если разрешается их коммерческое и некоммерческое копирование и распространение.